# Bernard Lewis
Bernard Lewis (født 31. maj 1916 i London, død 19. maj 2018 i New Jersey, U.S.A.) var en engelsk-født amerikansk historiker med speciale i islam og Mellemøsten.